# ホワイトアウト (バンド)
ホワイトアウト (Whiteout)は、スコットランド出身のロック・バンド。

## 略歴
1991年にスコットランドのグリーノックで結成。ストーン・ローゼズや1970年代のカントリーロックやグラムロックに影響を受けたサウンドを展開していた。
1995年にストーン・ローゼズのレーベルから『バイト・イット』でアルバム・デビュー。オアシスやパルプ、シャーラタンズのオープニング・アクトを勤めるなど、ブリットポップ期に評価を得たバンドの一つ。
日本ではメンバーのルックスの良さも相まってアイドル的な人気も博し、日本限定のEP『ヤング・トライブ・ルール』が発売されるなどした。
『バイト・イット』リリース後にボーカルのアンドリューが脱退、スリーピース体制となって1998年にセカンド・アルバム『ビッグ・ワウ』をリリースするも、商業的・批評的に失敗に終わり、翌年に解散した。

## ディスコグラフィ

### スタジオ・アルバム
- 『バイト・イット』 - Bite It (1995年)
- 『ビッグ・ワウ』 - Big Wow (1998年)

### EP
- 『ノー・タイム』 - No Time (1994年)
- Maximum Whiteout (1995年)
- 『ヤング・トライブ・ルール』 - Young Tribe Rule (1995年)
- Kickout (1997年)

### シングル
- "The Next Big Thing" (1991年)
- "No Time" (1994年)
- "Starrclub" (1994年)
- 「デトロイト」 - "Detroit" (1994年)
- "Van Song" (1994年)
- "Jackie's Racing" (1995年)